# Priosa
Priosa è una frazione di 33 abitanti del comune di Rezzoaglio, nella città metropolitana di Genova.
La frazione ospita circa 10 famiglie, e un paio di esercizi commerciali: un ristorante/pizzeria e una locanda. Nel periodo estivo la popolazione aumenta lievemente per la presenza di villeggianti.

## Geografia fisica
È situata nella val d'Aveto (che ospita anche il parco naturale regionale omonimo), alla confluenza del torrente Aveto e del torrente Salto. È situata al centro di un verde altopiano ancora oggi utilizzato come pascolo e storicamente ricordato come "la Svizzera ligure", dai primi escursionisti del Club Alpino Italiano
La flora e la fauna locale sono tipiche della zona, e il centro abitato è circondato da boschi di cerro e di faggio.

## Storia

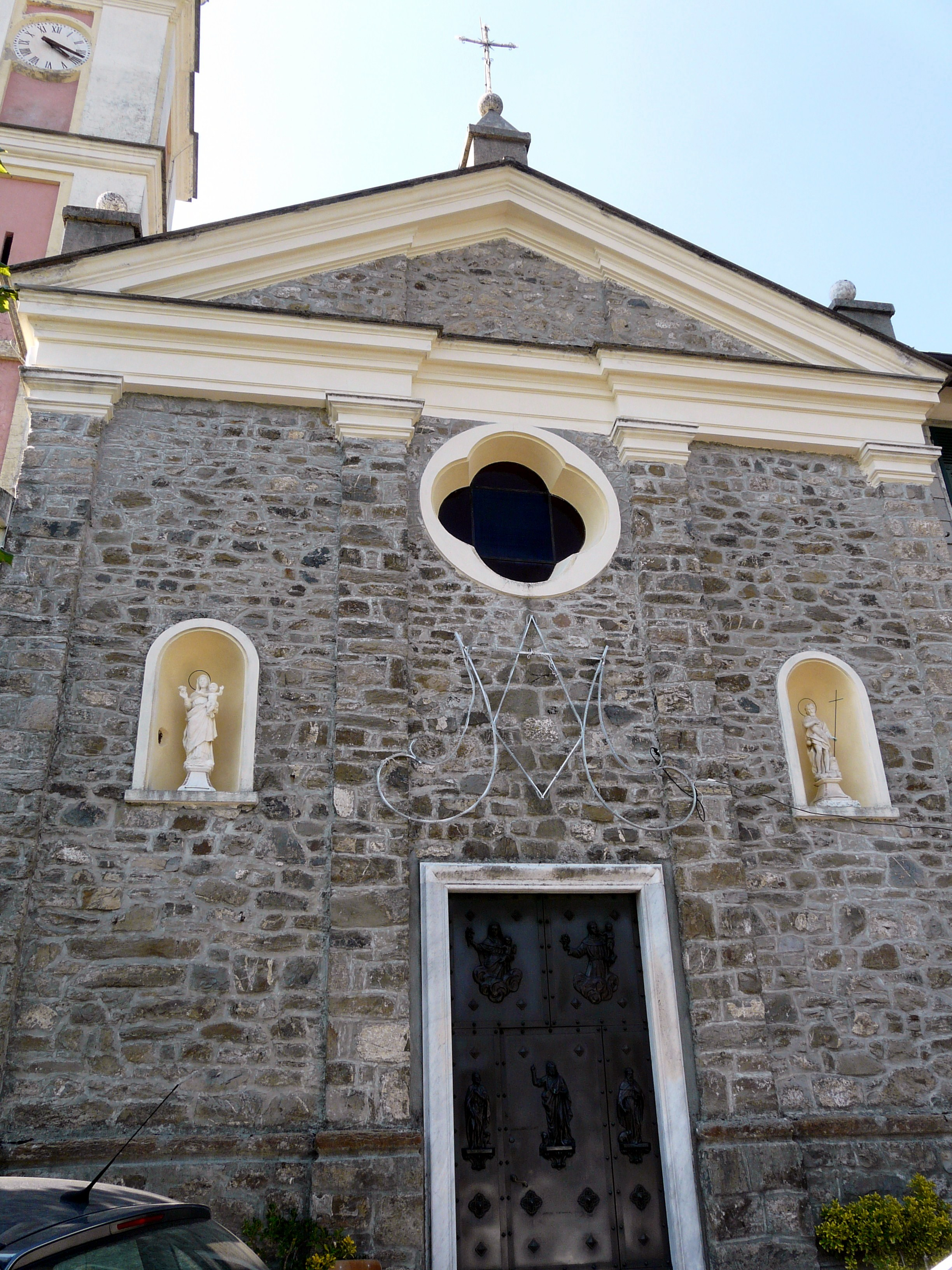
La chiesa parrocchiale di San Giovanni Battista

Già storicamente appartenente al feudo imperiale di Santo Stefano d'Aveto, come il capoluogo di Rezzoaglio, fu con la dominazione francese di Napoleone Bonaparte dal 1797 che il paese acquisì una propria autonomia amministrativa all'interno del Primo Impero francese. La municipalità di Priosa fu quindi soppressa dal 1804 e unita, assieme a Cabanne, alla municipalità di Rezzoaglio; l'anno successivo il paese cabannino venne ceduto al comune di Santo Stefano d'Aveto.
Dopo la soppressione della stessa municipalità di Rezzoaglio, avvenuta nel 1815, Priosa divenne frazione del comune santostefanino e nuovamente sotto Rezzoaglio nel 1918 con la ricostituzione del comune reazzoagliese.
Dal 1815 al 1859 Priosa fu zona di confine con la provincia di Bobbio del Regno di Sardegna, dal 1859 al 1923 fu zona di confine con il circondario di Bobbio della provincia di Pavia.
Durante la seconda guerra mondiale ha dato asilo al capo partigiano Aldo Gastaldi detto "Bisagno" e alla formazione da lui comandata.

## Monumenti e luoghi d'interesse

### Architetture religiose
Sede di parrocchia, la frazione ospita la chiesa di San Giovanni Battista di origini cinquecentesche, annesso alla quale vi è un cimitero; la chiesa ospita un grazioso presepe di ambientazione contadina, nel periodo natalizio.

## Economia
Priosa è anche un antico centro di allevamento della razza bovina cabannina. Prodotti locali rinomati sono i funghi e il miele mentre quasi del tutto scomparsa è la produzione del formaggio che un tempo aveva reso famosa la zona.

## Cultura

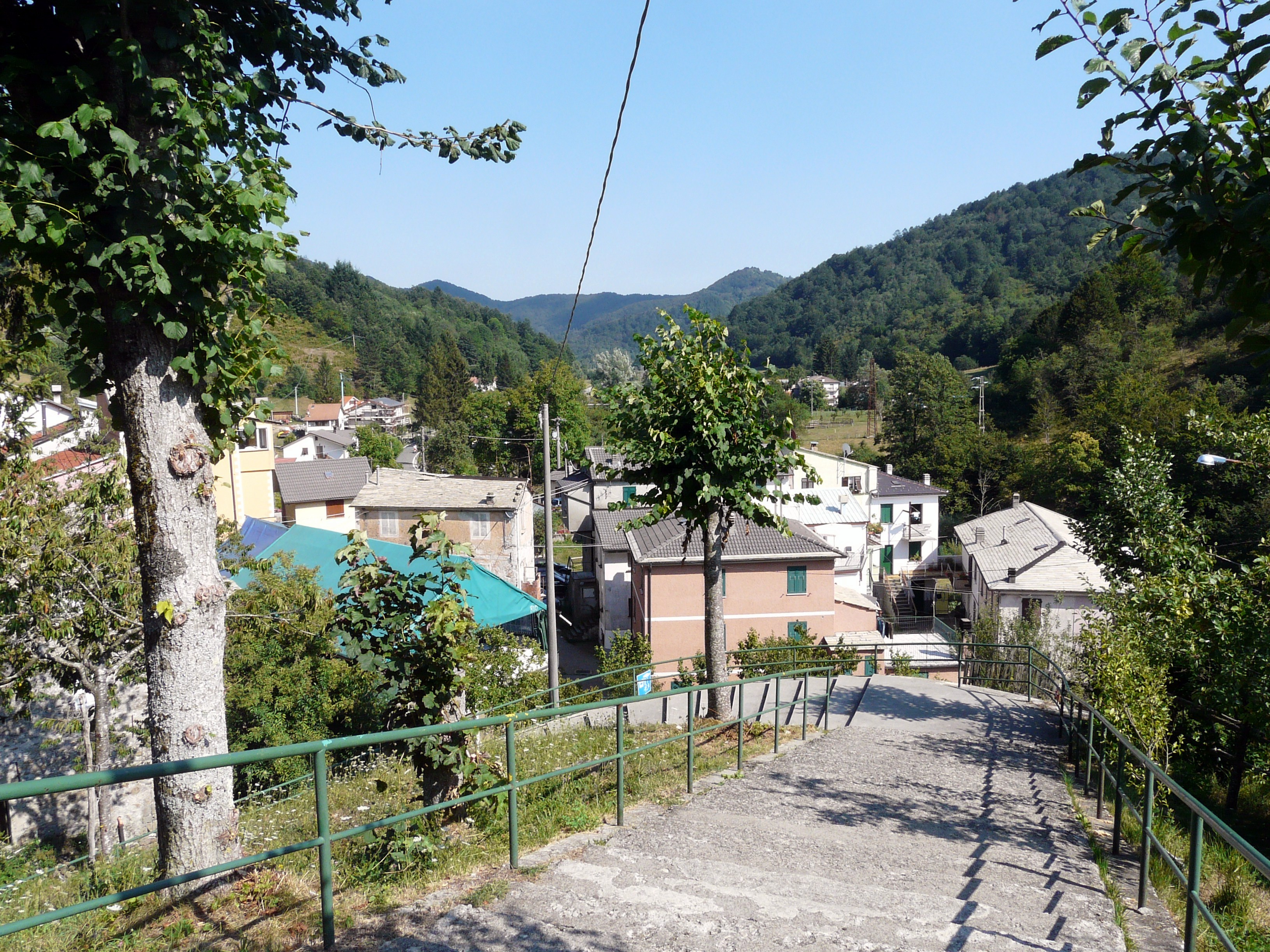
Scorcio del centro storico

I giorni 4 e 5 agosto di ogni anno si festeggia la Madonna della Neve, con una serata danzante e l'allestimento di una lotteria.